# Шпорн, Андрей
Андрей Шпорн (словен. Andrej Šporn, род. 1 декабря 1981 года, Краньская Гора) — словенский горнолыжник, участник двух Олимпийских игр, призёр этапа Кубка мира. Специализируется в скоростных дисциплинах.
На Кубке мира Шпорн дебютировал в 2001 году, в январе 2010 года первый, и пока единственный раз, попал в тройку лучших на этапе Кубка мира, в скоростном спуске. Кроме того, на сегодняшний день имеет 6 попаданий в десятку лучших на различных этапах Кубка мира. Лучшим достижением в общем зачёте Кубка мира является для Шпорна 31-е место в сезоне 2009-2010.
На Олимпиаде-2006 в Турине стартовал в трёх дисциплинах и показал следующие результаты: скоростной спуск — 31-е место, комбинация — 30-е место, супергигант — 15-е место.
На Олимпиаде-2010 в Ванкувере стал 18-м в супергиганте и 25-м в гигантском слаломе. Кроме того, стартовал в скоростном спуске и комбинации, но так и не добрался до финиша.
За свою карьеру участвовал в трёх чемпионатах мира, лучший результат — 6-е место в скоростном спуске на чемпионате мира — 2011.
Использует лыжи и ботинки производства фирмы Elan.